# Chris Frank
Chris Frank (1983) è un ex sciatore alpino statunitense.

## Biografia
Attivo in gare FIS dal gennaio del 1999, in Nor-Am Cup Frank ha esordito il 2 marzo 2002 a Sunday River in slalom speciale, senza completare la prova, ha colto il primo podio il 10 dicembre 2007 a Panorama in supergigante (3º) e la sua unica vittoria il 22 febbraio 2010 ad Aspen nella medesima specialità. Il 28 novembre 2010 ha debuttato in Coppa del Mondo, nel supergigante disputato a Lake Louise (63º), e il 19 marzo 2011 ha conquistato il suo ultimo podio in Nor-Am Cup, a Whistler nella medesima specialità (2º).
Ha ottenuto il suo miglior piazzamento in Coppa del Mondo il 27 novembre 2011 a Lake Louise in supergigante (36º), nell'ultima delle sei gare nel massimo circuito cui ha preso parte, e si è ritirato durante la stagione 2012-2013: la sua ultima gara è stata uno slalom gigante FIS disputato il 20 dicembre a Sugarbush, chiuso da Frank all'8º posto.

## Palmarès

### Nor-Am Cup
- Miglior piazzamento in classifica generale: 4º nel 2010 e nel 2012
- 6 podi:
  - 1 vittoria
  - 3 secondi posti
  - 2 terzi posti

#### Nor-Am Cup - vittorie
| Data             | Località | Paese       | Specialità |
| ---------------- | -------- | ----------- | ---------- |
| 22 febbraio 2010 | Aspen    | Stati Uniti | SG         |

Legenda:

SG = supergigante

### South American Cup
- Miglior piazzamento in classifica generale: 13º nel 2008
- 1 podio:
  - 1 secondo posto

### Campionati statunitensi
- 1 medaglia:
  - 1 bronzo (slalom gigante nel 2010)